# Demokratik Gelişim Partisi
Die Demokratik Gelişim Partisi (deutsch Demokratische Entwicklungspartei, kurz DGP) war eine liberalkonservative Partei in der Türkei. Sie wurde am 4. November 2014 von İdris Bal, Abgeordneter für Kütahya, gegründet, ein Jahr nachdem er wegen des Streites zwischen Gülen und dem damaligen Ministerpräsidenten Recep Tayyip Erdoğan aus der regierenden Adalet ve Kalkınma Partisi (AKP; Partei für Gerechtigkeit und Aufschwung) austrat.